# Pat Summerall

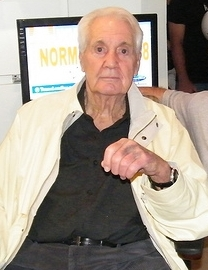
Summerall em 2008

George Allen "Pat" Summerall (Lake City, 10 de maio de 1930,  — Dallas, 16 de abril de 2013) era um ex-jogador de futebol americano e um lendário narrador.
Summerall jogou 10 anos na National Football League (NFL) como kicker do Chicago Cardinals e New York Giants (1952-1961) e a partir dos anos 70 se tornou a voz da NFL, passando mais 40 anos narrando a maioria dos grandes jogos. Fez uma parceria de mais de 20 anos com John Madden, seu companheiro de transmissão esportiva.

Fora da NFL, Summerall narrou 16 Super Bowls na televisão e outros 10 no rádio. Passou 29 anos trabalhando para a CBS, depois se mudou para a FOX, trabalhou também na ESPN. 
Em 1999, Pat Summerall foi introduzido pelos membros do American Sportscasters Association (ASA) no Hall da Fama.
Summerall morreu de parada cardíaca, ocasionada de complicações da cirurgia de quadril em um hospital em Dallas , Texas, aos 82 anos.
Foi o pai de Susie Wiles conhecida por "Dama-de-ferro", chefe da campanha da presidência de Donald Trump em 2024 e que a convidou para chefe do staff da Casa Branca dos USA.